# الدوري اليوناني لكرة القدم الدرجة الثالثة 2013-14
الدوري اليوناني لكرة القدم الدرجة الثالثة 2013-14 (باليونانية: Β΄ Εθνική ποδοσφαίρου ανδρών 2013-14)‏ هو الموسم 55 من الدوري اليوناني لكرة القدم الدرجة الثالثة ‏. أقيم خلال الفترة أكتوبر 2013 وحتى مايو 2014، وأشرف على تنظيمه الاتحاد الإغريقي لكرة القدم، وكان عدد الأندية المشاركة فيه 28، وفاز فيه Niki Volos F.C. ‏.